# غوت تو بي ذير
Got to Be There هو أول ألبوم موسيقي لمغني البوب الأمريكي مايكل جاكسون. صدر الألبوم بواسطة تسجيلات موتاون في 13 فبراير 1972. بلغ جاكسون من العمر 13 عاماً في ذلك الوقت، ولكنه لم يكن جديداً في مجال الغناء حيث كان يغني في فرقة جاكسون 5 مغ أخوته منذ عام 1963. من الألبوم دخلت ثلاث أغان سباقي البوب والسول في الولايات المتحدة، وهي "Got to Be There" و"Rockin' Robin" و"I Wanna Be Where You Are".
كان مايكل صغيرا جدا وقتها، وقد حطم بهذا الألبوم جميع منافسيه من نفس سنه بل وربما من هم أكبر منه سنة وخبرة أيضا.

## قائمة الأغاني
1. "Ain't No Sunshine"
2. "I Wanna Be Where You Are"
3. "Girl Don't Take Your Love From Me"
4. "In Our Small Way"
5. "Got to Be There"
6. "Rockin' Robin"
7. "Wings of My Love"
8. "Maria You Were the Only One"
9. "Love is Here and Now You're Gone"
10. "You've Got a Friend"

## روابط خارجية
- غوت تو بي ذير على موقع أول موفي (الإنجليزية)